# Foncteur adjoint
L'adjonction est une situation omniprésente en mathématiques, et formalisée en théorie des catégories par la notion de foncteurs adjoints. Une adjonction entre deux catégories {\displaystyle {\mathcal {C}}} et {\displaystyle {\mathcal {D}}} est une paire de deux foncteurs {\displaystyle F:{\mathcal {C}}\to {\mathcal {D}}} et {\displaystyle G:{\mathcal {D}}\to {\mathcal {C}}} vérifiant que, pour tout objet X dans C et Y dans D, il existe une bijection entre les ensembles de morphismes correspondants
{\displaystyle \mathrm {Hom} _{\mathcal {D}}(FX,Y)\cong \mathrm {Hom} _{\mathcal {C}}(X,GY)}
et la famille de bijections est naturelle en X et Y. On dit que F et G sont des foncteurs adjoints et plus précisément, que F est « adjoint à gauche de G » ou que G est « adjoint à droite de F ».

## Définition
Soient {\displaystyle {\mathcal {C}}} et {\displaystyle {\mathcal {D}}} deux catégories localement petites, et {\displaystyle F:{\mathcal {C}}\to {\mathcal {D}}} et {\displaystyle G:{\mathcal {D}}\to {\mathcal {C}}} deux foncteurs. On dit que F est adjoint à gauche de G (ou que G est adjoint à droite de F) s'il existe un isomorphisme naturel {\displaystyle \Phi } du foncteur Hom(F(-), -) vers le foncteur Hom(-, G(-)), ces deux foncteurs allant de la catégorie {\displaystyle {\mathcal {C}}^{\rm {op}}\times {\mathcal {D}}} vers la catégorie des ensembles. Autrement dit :
- pour tout objet X de {\displaystyle {\mathcal {C}}} et Y de {\displaystyle {\mathcal {D}}}, {\displaystyle \Phi _{X,Y}} est une bijection de l'ensemble {\displaystyle {\rm {Hom}}_{\mathcal {D}}\left(F\left(X\right),Y\right)} sur l'ensemble {\displaystyle {\rm {Hom}}_{\mathcal {C}}\left(X,G\left(Y\right)\right)}.
- pour tout morphisme f : X → X' de {\displaystyle {\mathcal {C}}^{\rm {op}}} (c'est-à-dire f : X' → X de {\displaystyle {\mathcal {C}}}) et tout morphisme g : Y → Y' de la catégorie {\displaystyle {\mathcal {D}}}, le diagramme suivant commute :

Ainsi, si l'on a un morphisme r : F(X) → Y, alors :
{\displaystyle \Phi _{X',Y'}(g\circ r\circ F(f))=G(g)\circ \Phi _{X,Y}(r)\circ f}.

## Unité et co-unité
En particulier, si, pour tout X de {\displaystyle {\mathcal {C}}}, on prend Y = F(X) et {\displaystyle r={\rm {id}}_{F(X)}}, l'image {\displaystyle \eta _{X}} de r par {\displaystyle \Phi _{X,F(X)}} est un morphisme de X vers GF(X). La famille de ces morphismes définit une transformation naturelle {\displaystyle \eta } du foncteur {\displaystyle {\rm {Id}}_{\mathcal {C}}} vers le foncteur GF, appelée unité de l'adjonction de F et G.
De même, si, pour tout Y, on prend X = G(Y), l'image réciproque {\displaystyle \varepsilon _{Y}} de {\displaystyle {\rm {id}}_{G(Y)}} par {\displaystyle \Phi _{G(Y),Y}} est un morphisme de FG(Y) vers Y. La famille de ces morphismes définit une transformation naturelle {\displaystyle \varepsilon } du foncteur FG vers le foncteur {\displaystyle {\rm {Id}}_{\mathcal {D}}}, appelée co-unité de l'adjonction de F et G.
L'unité et la co-unité permettent de reconstituer les bijections {\displaystyle \Phi _{X,Y}}. En effet, pour tout morphisme r : F(X)  → Y, on a {\displaystyle \Phi _{X,Y}(r)=G(r)\circ \eta _{X}}, et pour tout morphisme u : X → G(Y), on a {\displaystyle \Phi _{X,Y}^{-1}(u)=\varepsilon _{Y}\circ F(u)}.

## Exemples
- Le foncteur {\displaystyle k}-espace vectoriel libre F qui, à un ensemble X, associe l'espace vectoriel libre sur {\displaystyle k} de base X est l'adjoint du foncteur oubli G qui, à un espace vectoriel Y, associe l'ensemble Y.
- De même, le foncteur module libre sur un ensemble est l'adjoint du foncteur d'oubli sur les modules.
- Le foncteur d'oubli de Top dans Ens qui associe à un espace topologique l'ensemble sous-jacent admet un adjoint à gauche et un adjoint à droite. Son adjoint à gauche est le foncteur qui associe à un ensemble le même ensemble muni de la topologie discrète et son adjoint à droite est celui qui le munit de la topologie grossière.
- Le foncteur de Grp dans Ab qui associe à un groupe son quotient par le groupe dérivé admet un adjoint à droite qui est le foncteur qui associe à un groupe commutatif dans Ab lui-même dans Grp.
- Pour un anneau commutatif unifère A et un A-module Z fixés, le produit tensoriel par Z est adjoint à gauche du foncteur HomA (Z, –).

## Propriétés
- Si deux foncteurs F et G sont adjoints l'un de l'autre, F à gauche et G à droite comme ci-dessus, alors F est exact à droite et G est exact à gauche. Plus précisément :
  - F commute aux sommes, aux conoyaux de doubles flèches, aux sommes amalgamées et aux limites inductives ;
  - G commute aux produits, aux noyaux de doubles flèches, aux produits fibrés et aux limites projectives.
- Si deux foncteurs F : {\displaystyle {\mathcal {C}}} → {\displaystyle {\mathcal {D}}} et G : {\displaystyle {\mathcal {D}}} → {\displaystyle {\mathcal {C}}} définissent une équivalence de catégories alors, F est adjoint de G (et G est adjoint de F) à la fois à gauche et à droite.

## Exemple
Le foncteur oubli commute avec les produits mais pas avec les sommes dans les exemples ci-dessus. Un produit direct de modules, d'espaces vectoriels, de groupes, etc., se construit sur le produit cartésien mais la somme ne se construit pas sur l'union disjointe. Dans la catégorie des espaces topologiques par contre, la somme se construit sur l'union disjointe.